# フックスイッチ

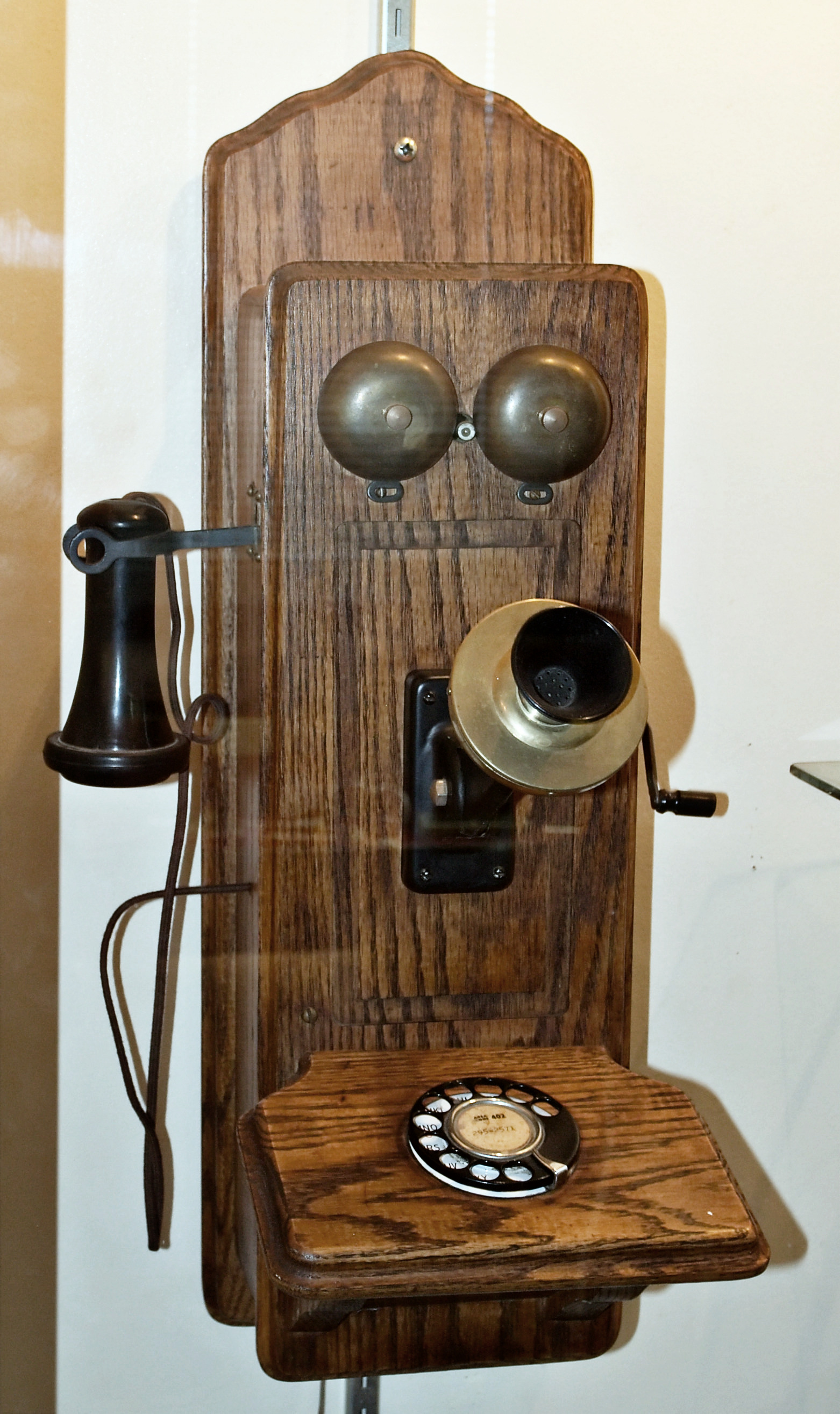
木製壁掛け電話機。受話器が本体側面のフックに掛けられている。

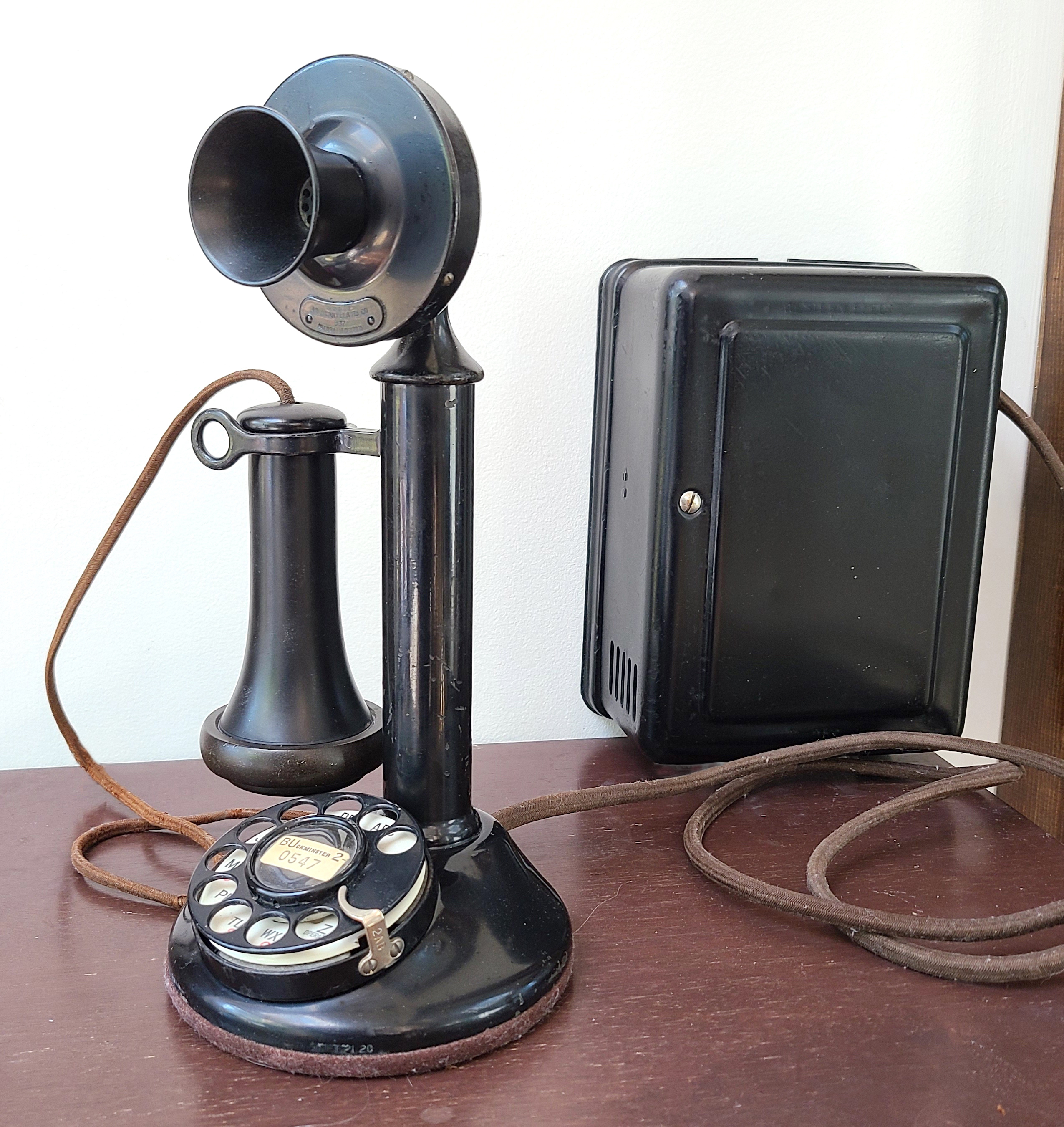
1920 - 1930年代のキャンドルスティック電話。受話器がフックに掛けられている

フックスイッチ（hook switch）とは、固定電話機の受話器を置く部分にあり、受話器が置かれていることを検知するためのボタン式のスイッチのことである。携帯電話やコードレス電話の子機ではフックスイッチは存在しない。

## 概要
初期の電話機（右に示すような壁掛け電話機やキャンドルスティック電話機）では、サイドトーンの観点から、送話器（マイク）は本体に固定され、受話器（スピーカー）のみが本体から分離されケーブルで接続されていた。電話を使用していないときは、これを本体のフックに掛けていたことから、「フック」という名称がついた。その後、送話器と受話器が一体化して、まとめて「受話器」と呼ばれるようになり、このスイッチの形状がフック式でなくなっても、名称はそのまま残された。

受話器が電話機に置かれた状態をオンフック（on-hook）という。フックスイッチが受話器により押下されており、このとき回路は開放されている。電話回線のループ抵抗は1メガオーム以上となる（電話機を取り外している状態と同じ）。受話器を上げた状態をオフフック（off-hook）といい、フックスイッチの押下状態が解除されて回路が閉結され、電話回線のループ抵抗が下がるため、電話交換機は受話器が上げられたことを認識し、発信音を送出する。

## フッキング

フッキングを行う様子

通話中にフックスイッチを押下しすぐに離す動作をフッキング（hooking）またはフックフラッシュ（hook flash）といい、コールウェイティング（キャッチホン）において保留呼と通話呼を切り替えるなど、特殊な動作を行うために使用する。電話機によってはフッキングを自動で行うためのボタン（フックボタン）がついている。

## 発明者
複数の人物（トーマス・ワトソンなど）がフックスイッチの発明者であると主張されているが、実際に特許を取得したのはヒルボーン・ルーズベルトである。エドウィン・ホームズの息子は、ルーズベルトやワトソンの特許以前からフックスイッチを使用していたと主張している。